# Hibbertopterus
Hibbertopterus constituem um gênero de animais euriptéridos, dentro da família hibbertoptérida [en] com seus parentes, Vernonopterus e Hibbertopterus, que teriam vivido há cerca de 330 milhões anos, contando com 2 metros de comprimento, 1 metro de largura e seis patas, cujo principal habitat eram as areias úmidas.